# Rhypotoses biundulans
Rhypotoses biundulans är en fjärilsart som beskrevs av George Francis Hampson 1897. Rhypotoses biundulans ingår i släktet Rhypotoses och familjen tofsspinnare. Inga underarter finns listade.